# The Keep
The Keep je česká RPG hra z roku 2014. Vytvořilo ji studio Cinemax. Původně vyšla pro konzoli Nintendo 3DS, ale v přípravě je verze pro Microsoft Windows.

## Hratelnost
Hra se řadí mezi takzvané dungeony. Hra se skládá z 10 levelů, kdy každý představuje jedno patro Watrysovy věže. Cílem je dostat se vždy do dalšího patra a na konci celé hry porazit samotného Watryse. V cestě budou hráči stát logické hádanky a nepřátelé. Souboje probíhají v reálném čase. Hráč může používat kouzla, ale k tomu potřebuje najít runy a ty poté zkombinovat k vytvoření určitého kouzla.

## Příběh
Hra vypráví příběh zasazený do království Tallia, kde se šíří velké zlo představované čarodějem Watrysem. Ten jednoho dne vypálí vesnici a unese tamní děti. V této vesnici také žije vesničan, které se hráč ujímá a vydává se s ním do Watrysovy věže zachránit děti i království.

## Přijetí
Hra byla kladně přijata recenzenty. Průměrné hodnocení je 77%.